# Repeater

Een draadloze repeater

Een repeater is een zend-ontvanginstallatie die een signaal ontvangt en op een andere frequentie, signaalniveau en/of hoger vermogen realtime weer uitzendt. Het doel is een groter bereik te verkrijgen en zo communicatie over grotere afstanden mogelijk te maken.

## Beschrijving
De term "repeater" is ontstaan in de telegrafie en verwees naar een elektromechanisch apparaat dat werd gebruikt om telegraafsignalen te herhalen. De term is in gebruik gebleven in de telefonie en datacommunicatie. In de telecommunicatie heeft de term de volgende gestandaardiseerde betekenissen:
1. Een analoog apparaat dat een ingangssignaal versterkt, ongeacht de aard ervan (analoog of digitaal).
2. Een digitaal apparaat dat versterkt, hervormt, retimed, of een combinatie van een van deze functies uitvoert op een digitaal ingangssignaal, om het opnieuw uit te zenden of door te geven.

Omdat repeaters werken met het feitelijke fysieke signaal, en geen poging doen om de gegevens te interpreteren die worden verzonden, zijn ze werkzaam op de fysieke laag, de eerste laag van het OSI-model

## Digipeater
Een "digipeater" is een digitale repeater die voornamelijk wordt gebruikt door radioamateurs. Er zijn ook digipeaters die een Packet-Radio-transmissie krijgen en die dan herverzenden op dezelfde frequentie, in tegenstelling tot repeaters die een transmissie op de ene frequentie krijgen en op een andere frequentie verzenden. Een digipeater die is geplaatst in het pad tussen twee eindstations vermindert de effectieve doorvoer met de helft, aangezien elke digipeater de helft van zijn tijd aan het luisteren is, en dus ook slechts de helft van de tijd aan het verzenden is.